# Гамс (Санкт-Галлен)
Гамс (нім. Gams SG) — громада  в Швейцарії в кантоні Санкт-Галлен, виборчий округ Верденберг.

## Географія
Громада розташована на відстані близько 155 км на схід від Берна, 25 км на південь від Санкт-Галлена.
Гамс має площу 22,3 км², з яких на 9,6% дозволяється будівництво (житлове та будівництво доріг), 57,4% використовуються в сільськогосподарських цілях, 29,4% зайнято лісами, 3,6% не є продуктивними (річки, льодовики або гори).

## Демографія
2019 року в громаді мешкало 3550 осіб (+14,4% порівняно з 2010 роком), іноземців було 23,4%. Густота населення становила 159 осіб/км².
За віковим діапазоном населення розподілялося таким чином: 22,9% — особи молодші 20 років, 60,9% — особи у віці 20—64 років, 16,2% — особи у віці 65 років та старші. Було 1403 помешкань (у середньому 2,5 особи в помешканні).
Із загальної кількості 1228 працюючих 171 був зайнятий в первинному секторі, 494 — в обробній промисловості, 563 — в галузі послуг.